# Pauls Kaņeps
Pauls Kaņeps (ur. 14 listopada 1911 w Domopolu w parafii Bērzpils, zm. 9 listopada 2006 w Elgin) – łotewski biegacz narciarski, olimpijczyk. Reprezentant klubu US Ryga.
Uczestnik igrzysk olimpijskich w Garmisch-Partenkirchen. Zajął 50. miejsce w biegu na 18 km. W sztafecie 4 × 10 km sztafeta łotewska w składzie: Herberts Dāboliņš, Edgars Gruzītis, Pauls Kaņeps, Alberts Riekstiņš osiągnęła 13. lokatę w stawce 16 zespołów.
Mistrz Łotwy w biegu na 18 km (1935, 1937, 1938, 1939). Ukończył studia leśnicze na Uniwersytecie Łotwy, pracował potem jako leśnik. Od 1950 roku mieszkaniec Stanów Zjednoczonych.